# Critérium International 1991
Il Critérium International 1991, sessantesima edizione della corsa, si svolse dal 30 al 31 marzo su un percorso di 300 km ripartiti in 3 tappe, con partenza a Bollène e arrivo ad Avignone. Fu vinto dall'irlandese Stephen Roche della TonTon Tapis-GB-Corona davanti ai francesi Gérard Rué e Charly Mottet.

## Tappe
| Tappa  | Data     | Percorso                                | km   | Vincitore di tappa   | Leader cl. generale  |
| ------ | -------- | --------------------------------------- | ---- | -------------------- | -------------------- |
| 1ª     | 30 marzo | Bollène > Pertuis                       | 199  | Jean-Claude Leclercq | Jean-Claude Leclercq |
| 2ª     | 31 marzo | Le Thor > Cavaillon                     | 89   | Charly Mottet        | Charly Mottet        |
| 3ª     | 31 marzo | Avignone > Avignone (cron. individuale) | 12,5 | Vjačeslav Ekimov     | Stephen Roche        |
| Totale | Totale   | Totale                                  | 300  |                      |                      |

## Dettagli delle tappe

### 1ª tappa
- 30 marzo: Bollène > Pertuis – 199 km

| Pos. | Corridore            | Squadra  | Tempo    |
| ---- | -------------------- | -------- | -------- |
| 1    | Jean-Claude Leclercq | Helvetia | 5h04'38" |
| 2    | Johnny Weltz         | ONCE     | s.t.     |
| 3    | Johan Bruyneel       | Lotto    | s.t.     |

| Pos. | Corridore            | Squadra  | Tempo    |
| ---- | -------------------- | -------- | -------- |
| 1    | Jean-Claude Leclercq | Helvetia | 5h04'38" |

### 2ª tappa
- 31 marzo: Le Thor > Cavaillon – 89 km

| Pos. | Corridore     | Squadra      | Tempo    |
| ---- | ------------- | ------------ | -------- |
| 1    | Charly Mottet | R.M.O.       | 2h36'50" |
| 2    | Gérard Rué    | Helvetia     | s.t.     |
| 3    | Stephen Roche | TonTon Tapis | s.t.     |

| Pos. | Corridore     | Squadra | Tempo |
| ---- | ------------- | ------- | ----- |
| 1    | Charly Mottet | R.M.O.  |       |

### 3ª tappa
- 31 marzo: Avignone > Avignone (cron. individuale) – 12,5 km

| Pos. | Corridore        | Squadra      | Tempo  |
| ---- | ---------------- | ------------ | ------ |
| 1    | Vjačeslav Ekimov | Panasonic    | 15'08" |
| 2    | Stephen Roche    | TonTon Tapis | a 2"   |
| 3    | Melchor Mauri    | ONCE         | a 3"   |

| Pos. | Corridore     | Squadra      | Tempo    |
| ---- | ------------- | ------------ | -------- |
| 1    | Stephen Roche | TonTon Tapis | 7h56'55" |
| 2    | Gérard Rué    | Helvetia     | a 18"    |
| 3    | Charly Mottet | R.M.O.       | a 26"    |

## Classifiche finali

### Classifica generale
| Pos. | Corridore       | Squadra                | Tempo    |
| ---- | --------------- | ---------------------- | -------- |
| 1    | Stephen Roche   | TonTon Tapis-GB-Corona | 7h56'55" |
| 2    | Gérard Rué      | Helvetia-La Suisse     | a 18"    |
| 3    | Charly Mottet   | R.M.O.                 | a 26"    |
| 4    | Johan Bruyneel  | Lotto-Superclub        | a 40"    |
| 5    | Erik Breukink   | PDM-Concorde-Ultima    | a 59"    |
| 6    | Dimitri Zhdanov | Panasonic-Sportlife    | a 1'08"  |
| 7    | Pascal Lance    | Toshiba                | a 1'18"  |
| 8    | Dmitri Konyshev | TVM-Sanyo              | a 1'25"  |
| 9    | Jerome Simon    | Z-Peugeot              | a 1'27"  |
| 10   | Fabian Jeker    | Helvetia-La Suisse     | a 1'30"  |